# Sexual Healing
Sexual Healing è un brano musicale composto da Marvin Gaye, Odell Brown, David Ritz e cantato da Marvin Gaye. È stato pubblicato come singolo nel 1982 dalla Columbia Records, ed è inoltre incluso nell'album Midnight Love. La canzone è stata composta a Ostenda, in Belgio, dove Marvin Gaye si era trasferito.

## Descrizione

### Antefatti
Nell'inverno 1981 Marvin Gaye si era trasferito a Ostenda, in Belgio, dopo la fine di un tour europeo e in un periodo di vari problemi con il fisco e la fine del suo secondo matrimonio. Depresso e dipendente dalla cocaina, Gaye accettò di trasferirsi a Ostenda dietro consiglio di Freddy Cousaert. Mentre si trovava in Belgio, Gaye cominciò a disintossicarsi e a curare la sua depressione, rilassandosi sulle spiagge di Ostenda. Il musicista decise anche di tagliare i ponti con la sua etichetta storica, la Motown, a seguito dell'uscita dell'album In Our Lifetime, disco che egli non considerava finito. Gaye disse che non avrebbe mai più inciso per la Motown Records, e accusò l'azienda di avere "tradito la sua creatività".
Mentre era ancora con la Motown, Gaye ricevette varie offerte da altre case discografiche come I.R.S. Records, Arista Records ed Elektra Records; e alla fine decise di firmare con la CBS Records. La CBS accettò anche di pagare i suoi arretrati con il fisco. Nel frattempo, avendo bisogno di nuove entrate, Gaye chiese a Cousaert di organizzargli un tour in Inghilterra tra il 23 giugno e il 1º luglio 1981. La tournée venne chiamata "A Heavy Love Affair Tour 1981", dal titolo della canzone Heavy Love Affair, inclusa nell'album In Our Lifetime. Dopo essere tornato in Belgio a luglio, Gaye tenne due concerti al Casino Kursaal di Ostenda il 3 e 4 luglio 1981.

### Produzione
Alla fine del tour, due dei musicisti di Gaye, Gordon Banks e Odell Brown, decisero di restare a Ostenda con lui in quanto aveva del nuovo materiale sul quale lavorare, dopo aver subito l'influsso della musica reggae mentre si trovava in Inghilterra. Con Brown e Banks, Gaye registrò una traccia strumentale con influenze reggae nell'ottobre 1981.
Gaye stava ancora lavorando sulla traccia quando David Ritz, all'epoca giornalista di Rolling Stone, arrivò a Ostenda per cercare Gaye con l'intenzione di intervistarlo. Si è molto discusso circa la storia di come il testo di Sexual Healing fosse stato composto. Ritz afferma che Gaye aveva in casa varie riviste di sesso sadomaso, e così, per scherzo, disse al musicista che aveva bisogno di una "sexual healing" ("cura sessuale"). Quando Ritz spiegò a Gaye cosa volesse dire, Marvin gli disse di "scriverci su una poesia" e poi lui l'avrebbe musicata. Tuttavia, gli amici stretti di Gaye smentiscono questa tesi.
Nel corso di un'intervista con HUMO nel 1994, Cousaert dichiarò che gli unici autori del testo erano stati Gaye e Brown, limitando il contributo di Ritz al solo titolo. Nel libro My Brother, Marvin di Frankie Gaye, il fratello del cantante scrisse che Ritz aveva detto a Marvin "non solo sei sexy, ma anche la tua musica è guaritrice", fornendo l'ispirazione a Marvin Gaye per il testo della canzone. Gordon Banks disse a The Atlantic nel 2012 che la conversazione tra Gaye e Ritz non era stata sulla collezione di riviste sadomaso di Marvin, ma che invece il cantante era rimasto affascinato dal quartiere a luci rosse di Amsterdam, e Ritz gli aveva risposto che doveva farsi "curare", senza avere nulla a che fare con la composizione della canzone. Odell Brown disse di non avere mai incontrato Ritz e di sapere solo che il giornalista doveva intervistare Marvin per Rolling Stone. Nonostante lo stesso Gaye riconobbe che il titolo di Sexual Healing gli era stato suggerito da Ritz, il giornalista gli fece causa per 15 milioni di dollari chiedendo di essere accreditato tra gli autori del pezzo. 
Sebbene Ritz sia stato infine accreditato dopo essersi accordato con gli eredi di Gaye dopo la sua morte, la causa è stata archiviata per prove insufficienti nel 1983.

### Stile
Sexual Healing è stata descritta una canzone post-disco, soul e funk.

### Classifiche e vendite
La canzone mantenne per dieci settimane il primo posto nella R&B charts di Billboard, e il terzo posto nella Billboard Hot 100 nel gennaio 1983. Il successo non fu limitato ai soli USA, ma il singolo ottenne anche quarto posto nella classifica Pop Singles britannica cinque anni dopo il successo di Got to Give It Up. Da segnalare anche il primo posto in Nuova Zelanda.
Il singolo vendette oltre un milione di copie, diventando disco d'oro e in seguito di platino. Il successo consentì finalmente a Gaye di vincere, dopo undici nomination, i Grammy Award 1982 come Best Male R&B Vocal Performance  e come Best R&B Instrumental. Quello stesso anno vinse anche l'American Music Award come Favorite Soul/R&B Single.
La canzone è stata inserita al 231º posto della lista delle 500 migliori canzoni secondo Rolling Stone.

## Cover

### Cover dei Soul Asylum
I Soul Asylum ne eseguirono una cover che fu inclusa nella compilation No Alternative a scopo di beneficenza. Nonostante non divenne un singolo promozionale, la canzone guadagnò la posizione numero 10 nella US Modern Rock Tracks.

### Cover di Michael Bolton
Nel 1999 Michael Bolton ha inciso una propria versione di Sexual Healing nell'album Timeless The Classics Vol. 2.

### Cover di Ben Harper
Nel 2001 Ben Harper ha registrato una cover di Sexual Healing per l'album dal vivo Live from Mars.

### Cover di Sarah Connor
Nel 2007 Sexual Healing è stata anche ripresa dalla cantante tedesca Sarah Connor, per il suo album di cover Soulicious. Poco dopo la stessa Connor la registrò in duetto con l'americano Ne-Yo, in una versione poi pubblicata come singolo.
Per questa cover è stato girato un video musicale ispirato al film Nove settimane e mezzo, di cui alcune scene sono state reinterpretate dalla Connor e da una controfigura di Ne-Yo. Il video della cover della Connor è l'unico a proporre, al di fuori del film originale, le premesse della scena dell'accoppiamento sotto la pioggia.
In un'intervista concessa nel 2007 all'emittente televisiva tedesca VIVA, la cantante ammise di essere, durante la lavorazione del video, alle prese con lievi problemi d'alcol.

### Cover Alibi vs. Rockefeller
Nel 2007 la canzone è stata remixata anche da Alibi vs Rockefeller, con un video musicale con tre ballerine vestite da infermiere (Lauren Ridealgh, Bayley Darling e Stephanie Fitzpatrick).

#### Tracce
1. Sexual Healing (Video Version)
2. Sexual Healing (Original Radio Edit)
3. Get It Right
4. Sexual Healing (Video)
5. Online Access: Making of Sexual Healing

### Cover di Nelly
Nel 2015 Nelly ha proposto The fix, in collaborazione con Jeremih, brano realizzato con un sample della canzone di Gaye.